# فرش تی‌وی
فْرِش تی‌وی (انگلیسی: Fresh TV) یک شرکت تولیدی تلویزیونی است که در زمینه سرگرمی جوانان تخصص دارد. این شرکت موفق به تولید محصولاتی در سطح بین‌المللی شده‌است که از جمله آن‌ها مجموعه تلویزیونی ۶ نوجوان و جزیره آرزوها می‌باشند که حق امتیاز آن‌ها متعل به این شرکت است. این شرکت در حال حاضر تمرکز خود را بر روی برنامه‌های پخش زنده گذاشته‌است که مجموعه خواهر کوچک من یک خوناشام است در حال حاضر در حال تولید است.

## محصولات
- ۶ نوجوان
- جزیره آرزوها
- آرزوهای مهیج
- جهنم افروخته